# Szydłowiec
Szydłowiec è un comune urbano-rurale polacco del distretto di Szydłowiec, nel voivodato della Masovia.
Ricopre una superficie di 138,15 km² e nel 2004 contava 19 390 abitanti.